# Ostřice pobřežní
Ostřice pobřežní (Carex riparia) je druh jednoděložné rostliny z čeledi šáchorovité (Cyperaceae).

## Popis
Jedná se o rostlinu dosahující výšky nejčastěji 50–150 cm., Je vytrvalá, netrsnatá s plazivými oddenky a dlouhými výběžky. Listy jsou střídavé, přisedlé, s listovými pochvami, na bázi čepele je tupý až zaokrouhlený jazýček. Lodyha je ostře trojhranná, o trochu kratší než listy, celá rostlina je většinou alespoň trochu sivozelená. Čepele jsou asi 10–20 mm široké, na rubu skoro hladké, do 3/4 listu s výraznými anastomózami. Bazální pochvy jsou nejčastěji bledě hnědé často s červeným nádechem, síťka se nevytváří nebo vzácněji jen nevýrazná. Ostřice pobřežní patří mezi různoklasé ostřice, nahoře jsou klásky čistě samčí, dole čistě samičí. Samčích klásků bývá nejčastěji 2–5, samičích 2–5. Samičí klásky jsou asi 3–10 cm dlouhé, dolní dlouze stopkaté a později nící. Dolní listen je delší než celé květenství a naspodu má krátkou pochvu. Okvětí chybí. V samčích květech jsou zpravidla 3 tyčinky, prašníky jsou zpočátku žlutohnědé, později hnědé . Blizny jsou většinou 3. Plodem je mošnička, která je 5–7 mm dlouhá, na průřezu okrouhlá, hnědá a lesklá, na vrcholu zúžená v celkem výrazný dvouzubý zobánek. Každá mošnička je podepřená plevou, která je za zralosti rezavě hnědá se zelenavým kýlem a je stejně dlouhá nebo o málo delší než mošnička. V ČR kvete nejčastěji v květnu až v červnu. Počet chromozómů: 2n=72.

## Rozšíření ve světě
Ostřice pobřežní roste ve větší části Evropy, chybí v severnější Skandinávii a na severu evropského Ruska, málo přesahuje do severní Afriky, dále roste v Asii v oblasti Kavkazu a na východ až po jižní Sibiř. Ve východní Asii rostou příbuzné druhy Carex kirganica a Carex rugulosa, v Severní Americe Carex lacustris.

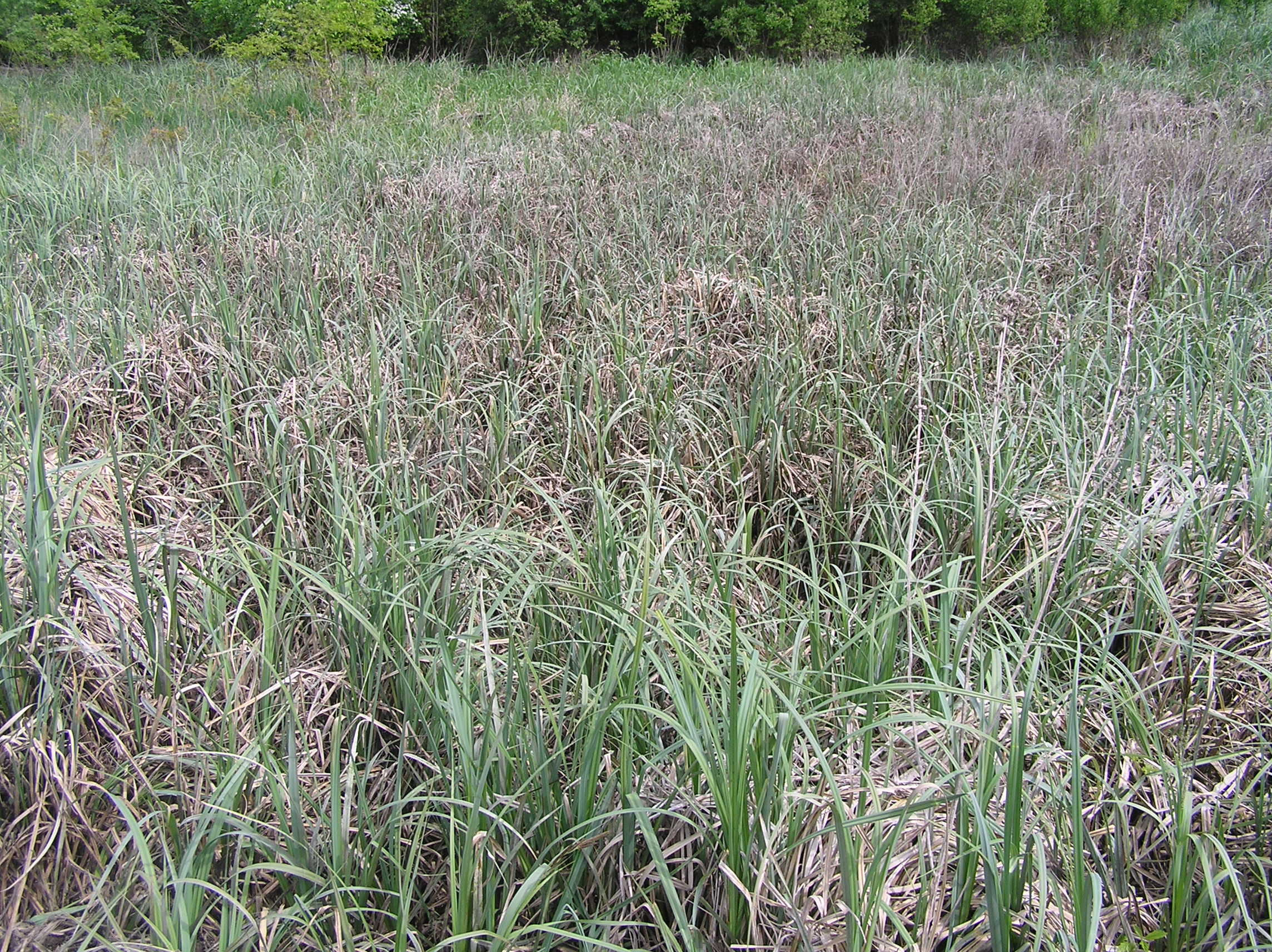
porost as. Caricetum ripariae v květnu

## Rozšíření v Česku
V ČR roste od nížin do podhůří. Místy je hojná, hlavně v nivách nížinných řek, zvláště v měkkých luzích as. Salicetum albae, na jižní Moravě i ve vlhkých typech tvrdého luhu as. Fraxino pannonicae-Ulmetum. V bažinách a na okraji vod často vytváří i v bezlesí skoro monodominantní porosty as. Caricetum ripariae. V pahorkatinách a v podhůří je pak mnohem vzácnější a najdeme ji nejčastěji u rybníků.